# 岩渕幸洋
岩渕 幸洋（いわぶち こうよう、1994年12月14日 - ）は日本のパラ卓球選手。2016年リオデジャネイロパラリンピック、2020年東京パラリンピック出場。

## 経歴
1994年12月14日、東京都練馬区に生まれる。先天性の両下肢機能障害を持つが、幼少期から、スキーや野球など、さまざまなスポーツに取り組んだ。早稲田実業中等部に入学後、中学1年生から卓球を始め、高校3年生でパラ卓球の国際大会に初めて出場した。その後、国内外の大会で活躍し、2016年リオデジャネイロパラリンピックに日本代表として出場した。2017年に早稲田大学教育学部を卒業後、協和キリンに所属。
競技活動のほか、パラ卓球をPRする活動も行っており、2020年11月に、クラウドファンディングで資金を集め、パラ卓球選手の試合を行うイベント「IWABUCHI OPEN」を東京都内で開催した。2020年東京パラリンピックにも連続出場し（クラス9 立位）、谷真海と共に開会式で日本選手団の旗手を務めた。
戦型はシェーク前陣速攻型を得意とする。

## 主な成績

### 2014年
- インチョン2014アジアパラ競技大会（韓国）　男子シングルス 3位[2]

### 2015年
- ハンガリーオープン　男子シングルス 1位[2]
- スペインオープン　男子シングルス 1位[2]
- チェコオープン　男子シングルス 1位[2]

### 2016年
- リオデジャネイロパラリンピック　男子シングルス　予選敗退[3]

### 2017年
- イタリアオープン　男子シングルス 3位[2]
- ITTFパラ世界選手権（スロバキア）　男子団体 2位[2]
- ドイツオープン　男子団体 1位[2]
- アジア選手権（中国）　男子シングルス 2位[2]、男子団体 2位[2]
- ベルギーオープン　男子シングルス 2位[2]、男子団体 2位[2]

### 2018年
- インドネシア2018アジアパラ競技大会（インドネシア）　男子シングルス 2位[2]、男子団体 1位[2]
- ITTFパラ世界選手権（スロベニア）　男子シングルス 3位[2]

### 2019年
- アジア選手権（台湾）　男子シングルス 2位[2]、男子団体 3位[2]

### 2021年
- 東京パラリンピック　男子シングルス　予選敗退[8]

### 2022年
- 世界パラ卓球選手権大会（スペイン）　男子シングルス5位[2]、混合ダブルス5位[2]

### 2023年
- 杭州2022アジアパラ競技大会（中国）　男子シングルス 2位[2]、男子ダブルス2位[2]